# Aka ruetzleri
Aka ruetzleri är en svampdjursart som beskrevs av Calcinai, Cerrano och Bavestrello 2007. Aka ruetzleri ingår i släktet Aka och familjen Phloeodictyidae.
Artens utbredningsområde är Belize. Inga underarter finns listade i Catalogue of Life.